# Wallula Gap

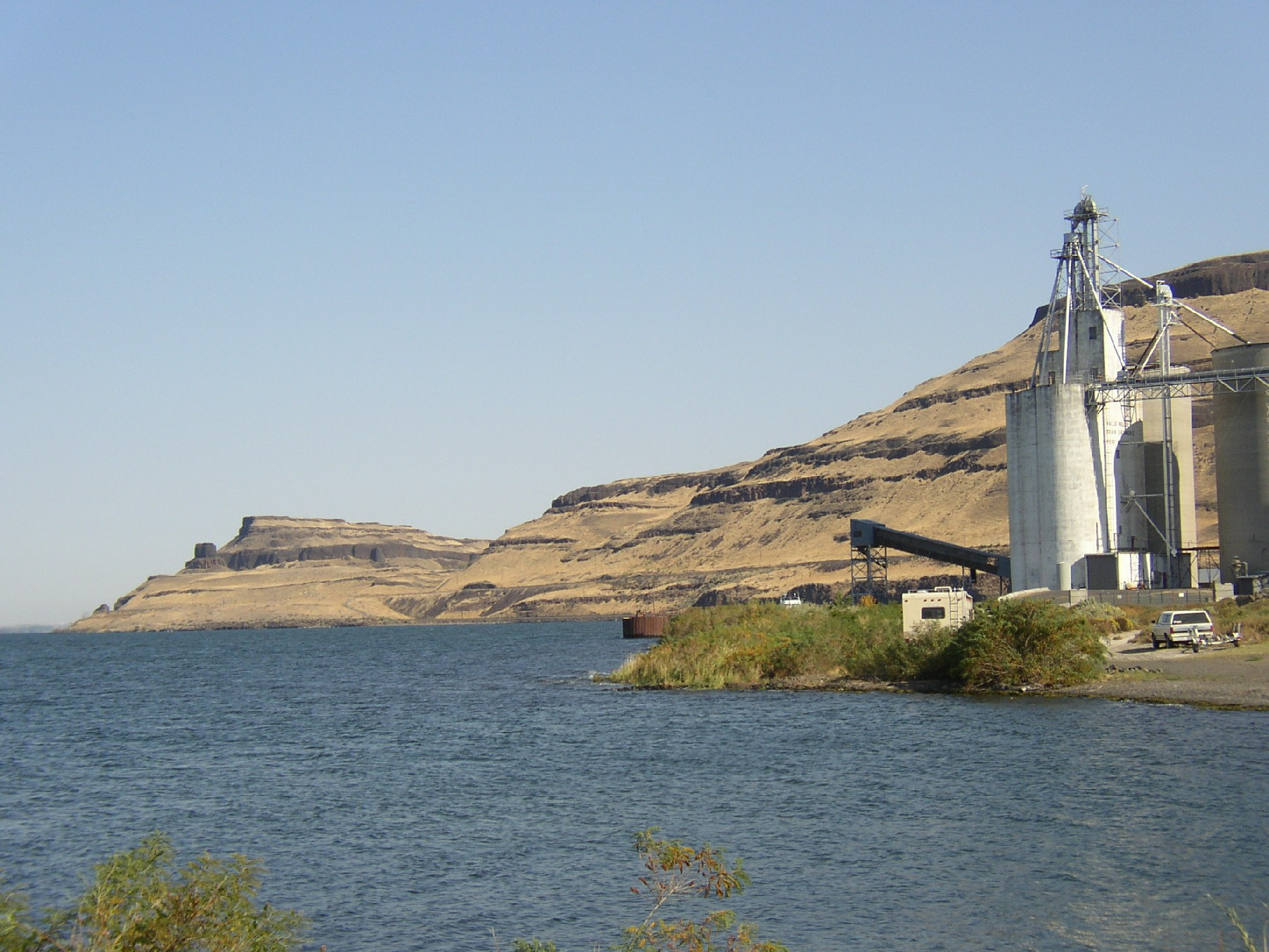
Blick nach Norden etwa vom Mittelpunkt der Walulla Gap aus

Die Wallula Gap ([wəˈluːlʌ_gæp]; englisch gap = „Lücke“) ist ein großes Durchbruchstal des Columbia River durch antiklinale Basalte des Columbia Plateaus im US-Bundesstaat Washington, genau südlich des Zusammenflusses von Walla Walla und Columbia River. Sie wurde vom National Park Service als National Natural Landmark ausgewiesen, weil sie einen bedeutenden Ort in den Vereinigten Staaten markiert, an dem die geologische Vergangenheit sichtbar wird.

## Geologie

### Basaltflüsse
In Südost-Washington, Ost-Oregon und Süd-Idaho traten Basaltflüsse aus extrem flüssiger basaltischer Lava aus langen Bruchstellen aus, die sich in alle Richtungen über große Entfernungen verbreiteten und so sanft abfallende Lavafelder bildeten. Entlang des Snake River in Idaho und des Columbia River in Washington und Oregon wurden diese Basaltflüsse durch Erosion an die Oberfläche gebracht. Sie zeigen dabei gelegentlich prominente Basaltsäulen. Die Mächtigkeit der Ablagerungen beträgt bis zu zwei Kilometer.
Die an der Wallula Gap sichtbaren Basaltflüsse wurden im Miozän vor etwa 17 Millionen Jahren abgelagert. Sie sind Teil der massiven Spalten-Basaltflüsse der Columbia River Basalt Group. Während der Basalt-Eruptionen begannen im südlichen und westlichen Columbia Plateau, welches den gegenwärtigen Ort der Wallula Gap einschließt, Faltungsprozesse. Die Windungen (oder Scherungen) der prähistorischen Lavaflüsse sind in den gefalteten Basaltschichten der steilen Hänge an der Wallula Gap klar ersichtlich.

### Entstehung der Wallula Gap
Schon zu Beginn der Faltungen muss der Grat an der Wallula Gap der niedrigste in der gesamten Hügelkette gewesen sein. Der prähistorische Salmon-Clearwater River begann, über diesen tiefgelegenen Punkt der Bergkette hinwegzufließen und dabei einen Kanal zu graben. Die Faltungen wurden ebenso wie die Erosion fortgesetzt, und so konnte das Durchbruchstal entstehen. Bis vor etwa 10 Millionen Jahren floss ausschließlich der Salmon-Clearwater River durch die Wallula Gap. Als die Überschwemmungsgebiete im Becken des Columbia sich weiter neigten, wurde dieser gezwungen, nach Osten abzufließen und sich vor etwa 6 Millionen Jahren mit dem Salmon-Clearwater River zu vereinigen. Vor etwa 2,5 Millionen Jahren wurde der Snake River durch die Hebung der Blue Mountains gezwungen, nach Norden auszuweichen; er wurde dadurch vom Salmon-Clearwater River nahe der heutigen Grenze zwischen Idaho und Oregon aufgenommen.

### Missoula-Fluten
Die Wallula Gap wurde etwa im 14. Jahrtausend v. Chr. durch die historischen Verläufe von Salmon River, Snake River und Columbia River in Kombination mit den Schmelzwässern, welche während der Missoula-Fluten quer durch die Channeled Scablands strömten, aufgeweitet. Die Wallula Gap beschränkte den Abfluss auf weniger als 1/5 der etwa 800 km³ Wasser pro Tag, die angestaut wurden, und in den Lake Condon abfließen konnten. Im Ergebnis füllten die Fluten das Pasco Basin und bildeten für eine kurze Periode den Lake Lewis. Die gewaltigen Wassermassen, welche die Wallula Gap passierten, trugen substanziell zu ihrer Erosion bei, was anhand der Scherwände und solcher Punkte wie den Twin Sisters offensichtlich wird.
Während der Missoula-Fluten wurde aufgrund des engen Durchbruchs durch die Wallula Gap Wasser im Pasco Basin zurückgehalten. Die Fluten hatten so gewaltige Ausmaße, dass sie nicht schnell genug durch die Wallula Gap abfließen konnten, obwohl diese bis zu zwei Kilometer breit ist. Das Wasser wurde bis auf maximal 380 Höhenmeter angestaut. Das hydraulische Potential, das zur Querung der Wallula Gap in Kombination mit den Höhenlagen unterhalb der Engstelle erforderlich war, ergab eine Flutwelle von 250 Metern Höhe. Der Spitzenabfluss wurde auf bis zu 10 Millionen Kubikmeter pro Sekunde geschätzt.

## Geschichte

### Lewis und Clark
Die Lewis-und-Clark-Expedition (auch unter dem Begriff Corps of Discovery bekannt) erreichte die Wallula Gap am 18. Oktober 1805, als sie flussabwärts von ihrem Lager am Zusammenfluss von Columbia und Snake River aufbrach. Die Expedition lagerte zur Nacht nahe dem Spring Gulch Creek und setzte ihren Weg am nächsten Tag durch die Wallula Gap fort.

### Oregon Trail
In den 1840er Jahren wandten sich viele Pioniere westwärts auf dem sogenannten Oregon Trail und befanden die Wallula Gap als Haltepunkt geeignet, ihre Wagen mit Booten zu tauschen und den Weg über den Columbia River fortzusetzen.

## Legende

### Twin Sisters Basalt

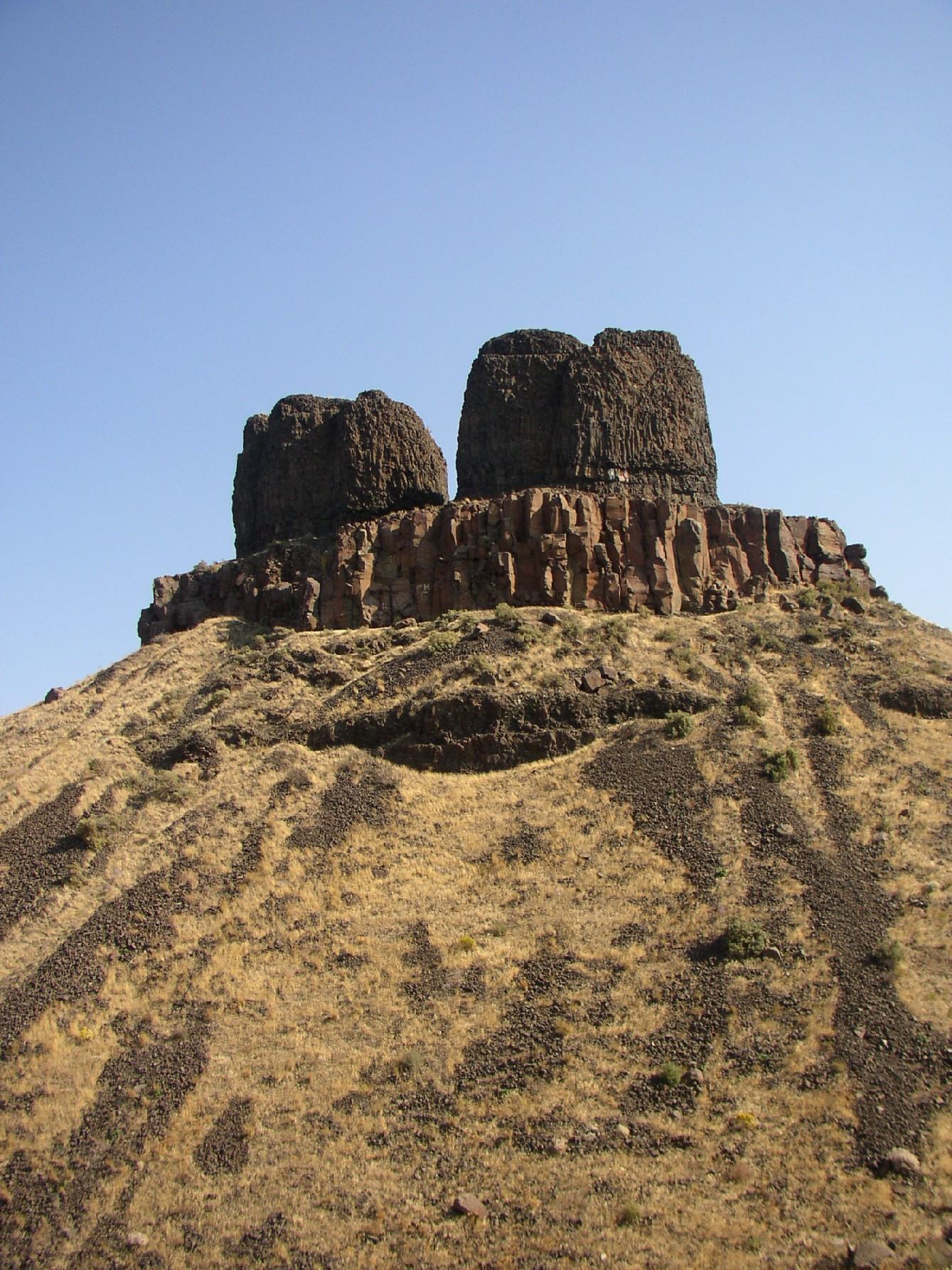
Twin Sisters: Ein von den Missoula-Fluten verschonter Felsrest am Ostufer des Columbia River in der Wallula Gap

Die Twin Sisters sind Basaltsäulen, welche die Mythologie der regionalen Bewohner an der Wallula Gap und am Columbia River oberhalb von Port Kelley, Washington, inspirierte. Nach den Cayuse-Indianern, die auf dem Columbia Plateau lebten, erzählt die folgende Legende vom Ursprung der Felsen:
„Coyote, the Trickster spirit hero of many native stories, fell in love with three sisters who were building a salmon trap on the river near here. Each night Coyote would destroy their trap, and each day the girls would rebuild it. One morning Coyote saw the girls crying and found out that they were starving because they had not been able to catch any fish in their trap. Coyote promised them a working fish trap if they would become his wives. They agreed, and Coyote kept his promise; however, over the years he became jealous of them. He changed two of the wives into these basalt pillars and turned the third into a cave downstream. He became a rock nearby so he could watch over them forever.“
„Coyote, der betrügerische Geisterheld vieler indigener Geschichten, verliebte sich in drei Schwestern, die eine Lachsfalle am Fluss ganz in der Nähe bauten. Jede Nacht zerstörte Coyote die Falle, und jeden Morgen bauten die Schwestern sie wieder auf. Eines Morgens fand Coyote die Schwestern weinend vor und erfuhr, dass sie dem Verhungern nahe wären, weil sie nicht einen Fisch in der Falle gefangen hätten. Coyote versprach ihnen eine funktionierende Falle, wenn sie ihn heiraten würden. Sie stimmten zu, und Coyote hielt sein Versprechen; über die Jahre wurde er jedoch neidisch auf sie. Er verwandelte zwei von ihnen in diese Basaltsäulen und die dritte in eine Höhle flussabwärts. Er selbst wurde zu einem nahen Felsen, um sie immerfort beobachten zu können.“

Dieser Ort ist ein beliebtes Ziel für eifrige Wanderer, welche die Geologie der Wallula Gap und die Auswirkungen der prähistorischen Missoula-Fluten anschauen wollen.